# Éguilly-sous-Bois
Éguilly-sous-Bois – miejscowość i gmina we Francji, w regionie Grand Est, w departamencie Aube.
Według danych na rok 1990 gminę zamieszkiwały 104 osoby, a gęstość zaludnienia wynosiła 10 osób/km².

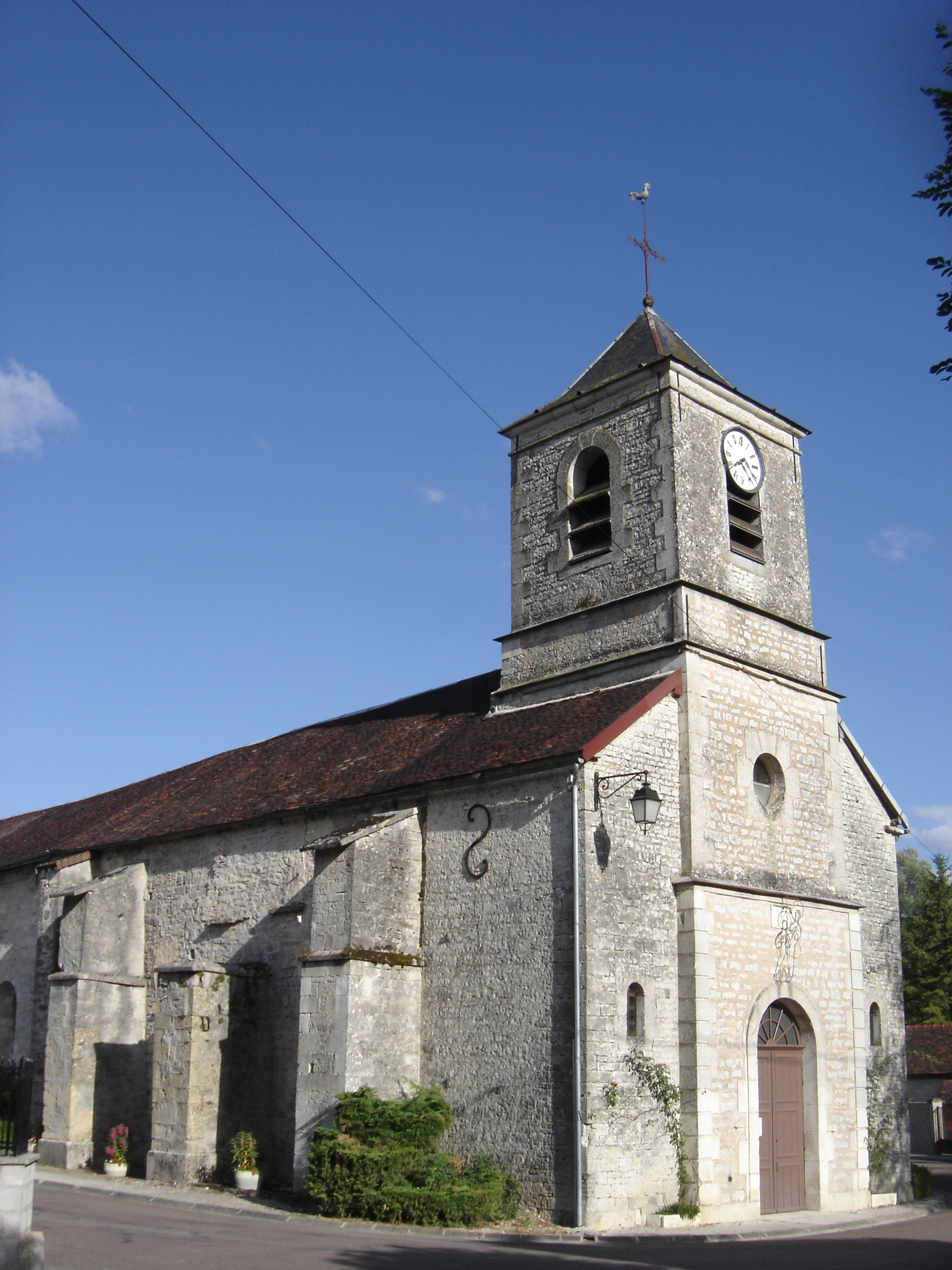
Kościół w Éguilly-sous-Bois, 2009